# Taula

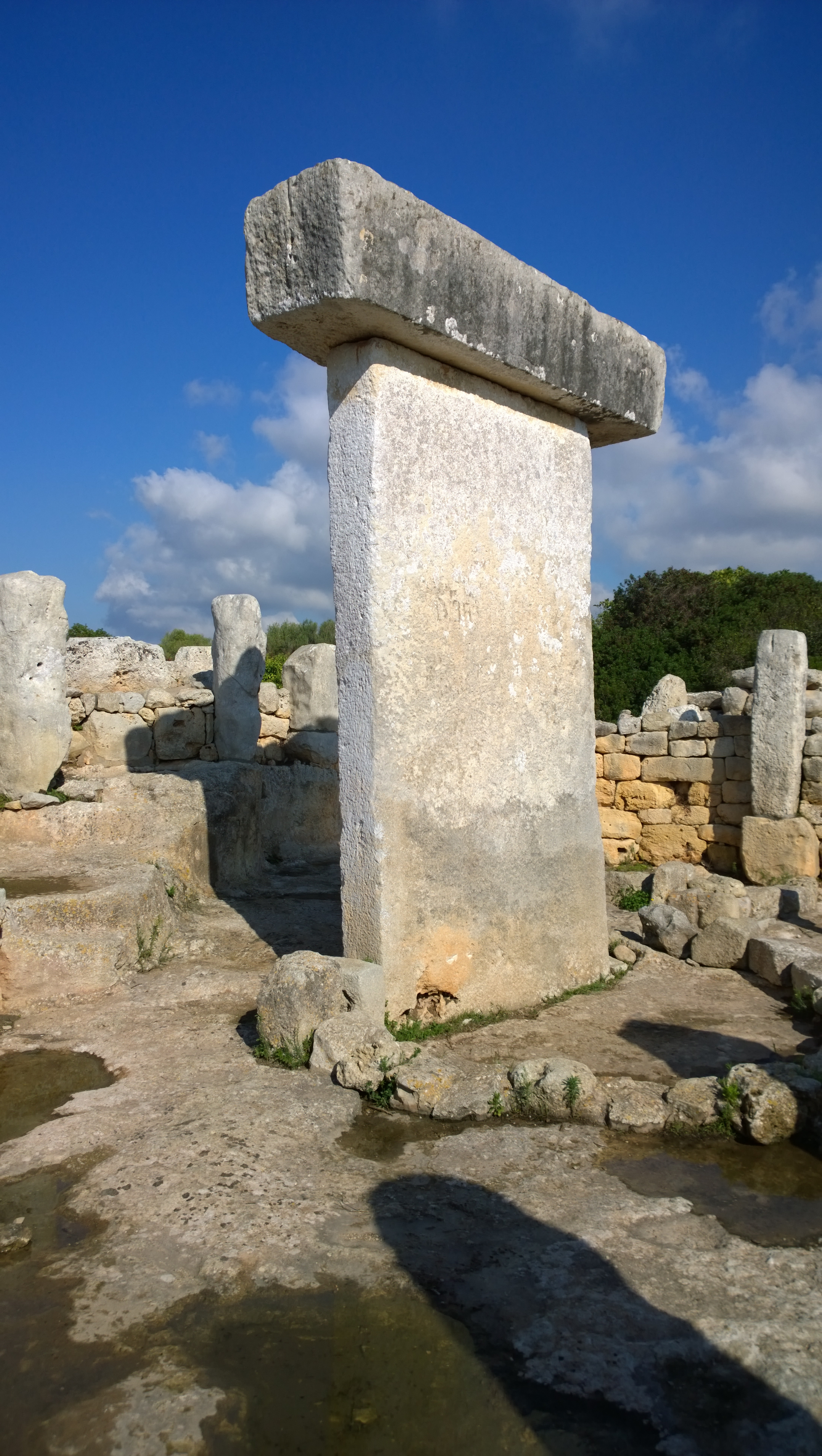
Taula de Torralba d'en Salort.

Une taula (mot catalan signifiant « table ») est un monument mégalithique spécifique à l’île de Minorque, dans les îles Baléares, en Espagne. Les taulas sont des monuments caractéristiques de la culture post-talayotique (IVe siècle av. J.-C. à IIe siècle av. J.-C.). Depuis la fin du XXe siècle, les archéologues s'accordent sur le rôle uniquement symbolique de la taula au sein d'une enceinte à ciel ouvert mais ce sujet a longtemps fait l'objet de vives controverses.

## Description
La taula est considérée comme un monument à part entière, bien qu'il s'agisse d'un élément qui ne peut être compris isolément, en dehors de son propre ensemble architectural appelé enceinte à taula.
L'architecture de l'enceinte à taula est assez standardisée. L'enceinte est en forme de fer à cheval avec une façade légèrement concave intégrant au centre une (exceptionnellement deux) entrée orientée sud-est/sud-ouest. Le mur de l'enceinte est un mur à double parement. Le mur extérieur est monté en appareil cyclopéen,. L'entrée de l'enceinte est matérialisée par un portail à linteau comportant parfois plusieurs niveaux. La porte de plusieurs enceintes comporte une pierre distincte au sol, de couleur rougeâtre et de forme arrondie, dont la signification demeure inconnue. Le mur intérieur intègre des pilastres (avec base, fût et chapiteau) dont l'allure rappelle celle de la taula. Parfois, il existe des piliers indépendants autoportants. Le nombre total de piliers et pilastres est généralement compris entre 8 et 10, exceptionnellement 14 (Torralba),. La différence de niveau entre les pilastres et la taula exclut la possibilité d'une construction avec un toit plat, d'ailleurs aucune fouille archéologique n'a documenté l'existence de supports intermédiaires et aucune dalle de couverture n'a jamais été découverte. En outre la partie supérieure du mur peut comporter des niches et la partie inférieure peut être aménagée avec des bancs en pierre,,. La partie arrière de l'enceinte est en forme d'abside.
Une étude statistique menée sur 26 taulas démontre une forte corrélation (r=0,8) entre la longueur maximale de l'enceinte et la largeur de la façade, ce qui permet de classifier les enceintes en deux catégories : un groupe restreint (Binissafullet, Torre Llisa, Bellaventura) de petites enceintes avec une longueur maximale de 10 m, et un groupe plus nombreux (Trepucó, Son Catlar, Torre d'en Galmés, Torralba d'en Salort...) de grandes enceintes (façade supérieure à 10 m de longueur). De même, l'orientation des édifices semble relativement standardisée au sud avec quelques variantes observées au sud-est et au sud-ouest mais qui pourraient résulter de contraintes topographiques. Selon J. Aramburu-Zabala Higuera, l'orientation des enceintes à taula peut être mise en relation avec les autres monuments talayotiques : les enceintes à taula auraient tendance à avoir été édifiées face à d'autres édifices, en particulier des talayots, isolés ou comportant une grotte à proximité. En tout état de cause, la construction des enceintes à taula devait résulter d'une planification architecturale assez poussée.
31 enceintes à taula ont été recensées dans l'île de Minorque, mais seuls 7 taulas sont encore debout (dont celle de Binissafullet qui a été restaurée). En raison du mauvais état de conservation de plusieurs monuments, les vestiges d'une salle hypostyle peuvent se confondre avec ceux d'une enceinte à taula (Na Comerma de Sa Garita, Torre Vella d'Aranjuez, Torre Vella d'en Lozano). Aucune taula n'est connue en dehors de Minorque.
La taula est dressée face à l'entrée de l'enceinte et ses surfaces antérieures, visibles depuis l'entrée, sont mieux travaillées que ses parties postérieures. Contrairement à une impression fréquente, la taula n'est pas dressée exactement au centre de l'enceinte mais avec un léger décalage vers l'arrière. La taula est une construction mégalithique constituée de deux blocs de pierre de forme parallélépipédique, soigneusement équarris. Le premier bloc de pierre est dressé verticalement, en étant soit posé directement sur le sol rocheux (cas le plus fréquent), soit planté et calé dans une cavité creusée dans le sol tel un menhir (Torralba d'en Salort, Trepucó), c'est une pierre de soutien. Le second bloc est posé en équilibre à l'horizontale sur le sommet du premier, tel un chapiteau d'une longueur maximale de 4 m au sommet d'une colonne, l'ensemble formant un « T ». Les taulas mesurent au maximum 5 m de hauteur (de 2 à 4,80 m de hauteur). Plusieurs études ont tenté de démontrer, sans succès, l'existence d'un lien supposé de proportion, mesuré en unités métriques hellénistiques, entre les deux éléments de la taula. Les piliers verticaux sont d'un style très homogène alors que les chapiteaux horizontaux adoptent des formes plus variées tout en restant parallélépipédiques.

## Fouilles archéologiques

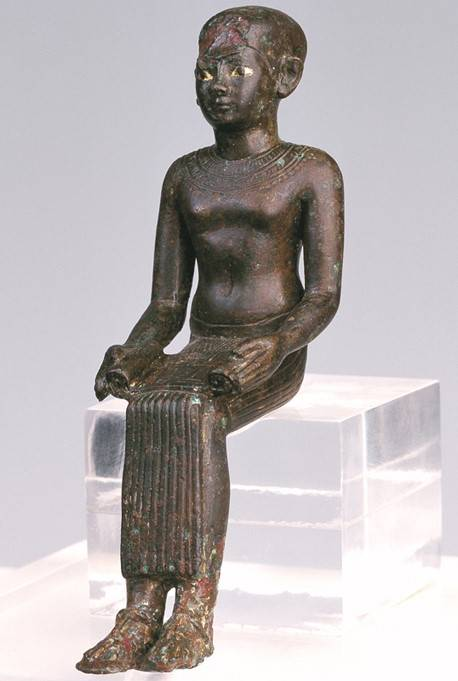
Figurine d'Imhotep (Torre d'en Galmés).

Les fouilles des enceintes entourant les taulas ont mis en évidence la présence récurrente d'un foyer près du côté droit des taulas. D'importants niveaux de cendres et de charbons, indiquant la réalisation de bûchers intenses et réguliers, accompagnées de restes d'animaux comportant des marques de cuisson ont ainsi été découverts à Torralba d'en Salort et à Sa Torreta de Tramuntana. Ces restes sont très majoritairement composés d'os de chèvres et de moutons, mais des ossements de vaches et de cochons ont aussi été découverts. L'étude des ossements révèle qu'il s'agissait de jeunes animaux dont ne furent consommées que les parties les plus charnues après cuisson. 
Le mobilier archéologique découvert se compose principalement d'un grand nombre de fragments de céramique, d'origine locale ou importée, de petite taille, pouvant correspondre à une vaisselle individuelle destinée à la consommation de nourriture et de boisson. Les céramiques les plus fréquentes sont des fragments d'amphores puniques importées depuis la colonie voisine d'Ebusus installée sur l'île d'Ibiza qui contenaient du vin. Selon M. Fernández-Mirranda, la fragmentation de ces amphores indique une destruction volontaire dans la cadre d'un rituel. Quelques objets représentant des divinités ont aussi été recueillis lors des fouilles :  taureau en bronze de Torralba d'en Salort, figurine égyptienne de Torre d'en Galmés, terres-cuites puniques de Sa Torreta de Tramuntana.

## Essais d'interprétation
Les premières tentatives d'interprétation (Joan Ramis, J. Armstrong) datent du XVIIIe siècle : elles proposent de voir dans les taulas des autels sacrificiels. En 1892, Émile Cartailhac, après avoir visité plusieurs sites, émet l'hypothèse que la taula est un simple pilier destiné à soutenir le toit de la construction, celle-ci pouvant être le siège politico-administratif d'une communauté villageoise. Dans les années 1930, Margaret Alice Murray, qui avait fouillé les enceintes de Trepucó et de Torreta de Tramuntana, propose de voir dans la taula la représentation d'une divinité, l'enceinte délimitant un espace de culte. Murray réfute la thèse de Cartailhac, qui n'a procédé à aucune fouille, car selon elle l'enceinte ne pouvait être recouverte (la taula et les pilastres ne sont pas de la même hauteur et sont trop éloignés les uns des autres). 
Le débat se poursuit tout au long du XXe siècle et reprend dans les années 1970 entre L. Péricot et J. Mascaró Pasarius : Péricot accorde à la taula à la fois un rôle fonctionnel comme pilier de la toiture (reprenant l'hypothèse de Cartailhac) et symbolique, a contrario Mascaró Pasarius réfute l'existence d'une toiture et considère que la taula est une symbolisation de la tête d'un taureau en lien avec le culte de cet animal. Dans les années 1980, G. Roselló-Bordoy et L. Pantalamor défendent l'hypothèse structurelle (la taula est un pilier) et rejettent son caractère symbolique tout en accordant une fonction religieuse à l'enceinte. Les fouilles du site de Torralba d'en Salort conduisent M. Fernández-Mirranda à reprendre la thèse de Murray et à exclure la possibilité d'une couverture de l'enceinte. Depuis lors, la thèse désormais admise par les chercheurs des universités des Îles Baléares et de Barcelone accorde un rôle symbolique à la taula au sein d'une enceinte à ciel ouvert,. 
L'enceinte à taula est un bâtiment communautaire, édifié à l'intérieur, voire au centre, des agglomérations. La monumentalité des constructions, les découvertes archéologiques qui y ont été faites (statues humaines ou zoomorphes, bétyles) contribuent à accorder une signification symbolique à ces édifices qui étaient probablement des sanctuaires. La signification des cérémonies qui s'y déroulaient demeure controversée. Plusieurs auteurs ont proposé d'y voir un lieu de culte en lien avec des rites associés à la fertilisation agricole, impliquant la consommation de vin et de viande, en lien avec un culte tauromorphe ou à la déesse Tanit. L'hypothèse d'un édifice à vocation astronomique a aussi été évoquée mais aucun alignement avec des événements astronomiques significatifs n'a été démontré et les justifications demeurent parfois très fantaisistes,. Selon J. Aramburu-Zabala Higuera, la taula serait une plate-forme où était momentanément déposé un cadavre, pendant une période de deuil, avant son transfert vers son lieu de sépulture définitif.

## Datation
Les taulas sont des monuments caractéristiques de la culture post-talayotique. Les antécédents architecturaux sont des structures en forme d'absides construites à l'époque talayotique (Torralba d'En Salort) qui ont évolué vers des enceintes à taula, dont l'utilisation et la diffusion se généralisent au début de la période post-talayotique. La plupart des enceintes ont été abandonnées à la fin du IIIe siècle av. J.-C., ce qui coïncide avec la deuxième guerre punique.
Les quelques datations au radiocarbone qui ont pu être réalisées sur les niveaux d'utilisation des enceintes correspondent à une période comprise au IIe siècle av. J.-C. mais la chronologie relative donnée par les céramiques retrouvées sur place indique que les premières utilisations de ces enceintes datent de vers 400 av. J-C..

## Folklore
Dans le folklore minorquin, les taulas sont les tables et les pilastres périphériques les sièges de géants qui les utilisaient pour manger durant leur séjour sur l'île avant le Déluge.